# Episodi di Good Girls (seconda stagione)
La seconda stagione della serie televisiva Good Girls è stata trasmessa in prima visione negli Stati Uniti sulla NBC dal 3 marzo al 19 maggio 2019.
In Italia la stagione è stata pubblicata interamente su Netflix il 31 maggio 2019.
| n° | Titolo originale                                  | Titolo italiano                 | Prima TV USA   | Pubblicazione Italia |
| -- | ------------------------------------------------- | ------------------------------- | -------------- | -------------------- |
| 1  | I'd Rather Be Crafting                            | Preferisco il fai da te         | 3 marzo 2019   | 31 maggio 2019       |
| 2  | Slow Down, Children at Play                       | Rallentare, bambini che giocano | 10 marzo 2019  | 31 maggio 2019       |
| 3  | You Have Reached the Voicemail of Leslie Peterson | Risponde la segreteria...       | 17 marzo 2019  | 31 maggio 2019       |
| 4  | Pick Your Poison                                  | Dimmi cosa bevi                 | 24 marzo 2019  | 31 maggio 2019       |
| 5  | Everything Must Go                                | Svendita totale                 | 31 marzo 2019  | 31 maggio 2019       |
| 6  | Take Off Your Pants                               | Togliti i pantaloni             | 7 aprile 2019  | 31 maggio 2019       |
| 7  | The Dubby                                         | La copertina                    | 14 aprile 2019 | 31 maggio 2019       |
| 8  | Thelma and Louise                                 | Thelma e Louise                 | 21 aprile 2019 | 31 maggio 2019       |
| 9  | One Last Time                                     | Un'ultima volta                 | 28 aprile 2019 | 31 maggio 2019       |
| 10 | This Land is Your Land                            | Questa terra è la tua terra     | 5 maggio 2019  | 31 maggio 2019       |
| 11 | Hunting Season                                    | Stagione di caccia              | 12 maggio 2019 | 31 maggio 2019       |
| 12 | Jeff                                              | Jeff                            | 19 maggio 2019 | 31 maggio 2019       |
| 13 | King                                              | Re                              | 26 maggio 2019 | 31 maggio 2019       |